# Luigi Barilli
Luigi Barilli (Modena, 1764 – Parigi, 26 maggio 1824) è stato un cantante d'opera italiano.

## Biografia
Ebbe voce da basso-baritono. Debuttò a Parigi al Théâtre Louvois, nel 1805, è qui fu per molti anni l'artista preferito dal pubblico. Tra le sue opere preferite: La locandiera de Goldoni; Camminatori virtuosi; Matrimonio segreto; Griselda; La Capricciosa corretta, ecc.
Nel 1809 fu uno dei quattro amministratori del teatro, che con l'amministrazione vecchia riuscii a fallire e per il quale dovette accettare un contratto con uno stipendio inferiore a quello che aveva guadagnato fino ad allora, pur essendo nella pienezza delle sue facoltà.
La sfortuna continuò ad affliggere Barilli, che perse la moglie nel 1813, la famosa cantante Marianna Bondini Barilli, e i loro tre figli, morendo in miseria.